# Pseudoleskeopsis osterwaldii
Pseudoleskeopsis osterwaldii är en bladmossart som beskrevs av Fleischer 1923. Pseudoleskeopsis osterwaldii ingår i släktet Pseudoleskeopsis och familjen Leskeaceae. Inga underarter finns listade i Catalogue of Life.